# Dave Couse
Dave Couse (* 1965) je irský zpěvák a kytarista. Svou kariéru zahájil jako člen skupiny Last Chance, která se brzy rozpadla a on v roce 1985 spoluzaložil skupinu A House, ve které působil až do roku 1997, kdy se rozpadla. Po rozpadu skupiny hrál se skupinou Lokomotiv, ale její jediné nahrané album zůstalo nevydané. Později krátce hrál v dalším projektu Looking Back a v roce 2003 vydal své první sólové album nazvané Genes. V roce 2005 vydal druhé album The World Should Know, na kterém jej doprovázela skupina The Impossible; třetí sólové album Alonewalk vyšlo v roce 2010. Mimo hudební činnosti působí také jako DJ na stanici Today FM.